# 다니엘라 실리바슈

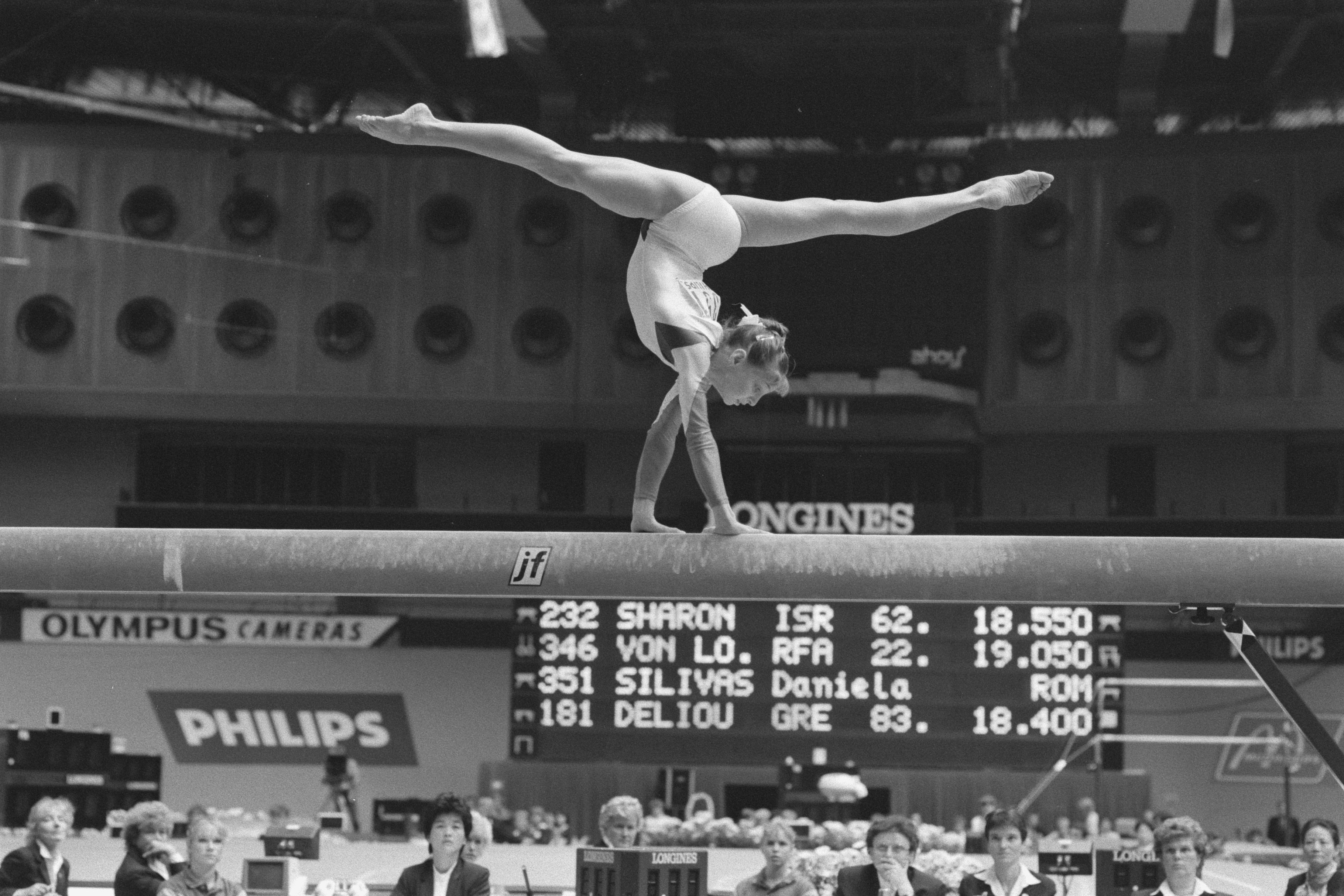

다니엘라 비오리카 실리바슈-하르페르(루마니아어: Daniela Viorica Silivaş-Harper, 1972년 5월 9일 ~ )는 루마니아의 전직 체조 선수로 1988년 서울 하계 올림픽에서 6개의 메달을 땄다. 실리바슈는 세계 선수권 대회 개인전에서 6개의 금메달을 땄다.
실리바슈는 1972년 5월 9일에 트란실바니아주 데바에서 태어났다. 그녀는 6세때 체조를 시작했고 1981년에 탈퇴하기 6개월 전까지 벨라 카롤리의 지도를 받았다. 실리바슈는 1981년과 1982년 루마니아 주니어 선수권 대회에서 우승했다.
1985년에 루마니아 체조 연맹은 실리바슈의 출생년도를 1972년에서 1970년으로 변경하여 그녀는 몬트리올 세계 선수권 대회에 출전할 자격을 얻었다. 이러한 위조는 몇몇 사람에게 의심받았지만, 2002년에 실리바슈는 자신이 그 사실을 밝힐 때까지 결코 증명되지 않았다. 그녀는 그 문제에 대해서는 결코 상담을 받지 않았다고 말했다.
1985년 세계 선수권 대회에 출전할 때 겨우 13세였지만, 실리바슈는 완벽한 평균대 득점을 위한 10골을 넣으며 올림픽 챔피언이자 팀 동료 에카테리나 사보를 제쳤다. 그녀는 1986년 그랑프리 개인 종합에서 공동 세계 챔피언 옐레나 슈슈노바를 제치고 루마니아 체조 대표팀의 리더로 빠르게 자리매김했다.
실리바슈는 1987년 유럽 체조 선수권 대회 개인 종합, 2단 평행봉, 평균대와 마루 운동우승했고 도마에서 은메달을 획득했다.
실리바슈는 1987년 로테르담 세계 선수권 대회에서 1979년 이래 처음으로 소련 팀을 제치고 루마니아 팀이 우승하는 것을 도왔다. 그녀는 개인 종합에서 팀 동료 아우렐리아 도브레와 슈슈노바 뒤에서 동메달을 땄다. 대회 결승전에서 그녀는 2단 평행봉과 마루 운동에서 금메달을 땄다.
1988년 서울 올림픽에서 루마니아 팀은 소련에 이어 2위를 했다. 실리바슈는 도브레, 슈슈노바와 함께 개인 종합에서 유력한 우승자였다.
1989년에 실리바슈의 훈련은 무릎 부상과 루마니아 혁명 기간의 데바 국립 훈련 센터의 폐쇄로 어려움을 겪었다. 그녀는 1991년에 은퇴했고 미국으로 이주했다. 2002년에 그녀는 국제 체조 명예의 전당에 헌액되었다.

## 같이 보기
- 아우렐리아 도브레
- 옐레나 슈슈노바
- 서울 올림픽
- 체조